# Tallinn Arsenal
Tallinn Arsenal var en statligt ägd estnisk militärindustri. Arsenalen tillverkade bland annat k-pistar, pansarbilar, pansarvärnsgevär och ammunition.